# Всесвітня виставка 1878

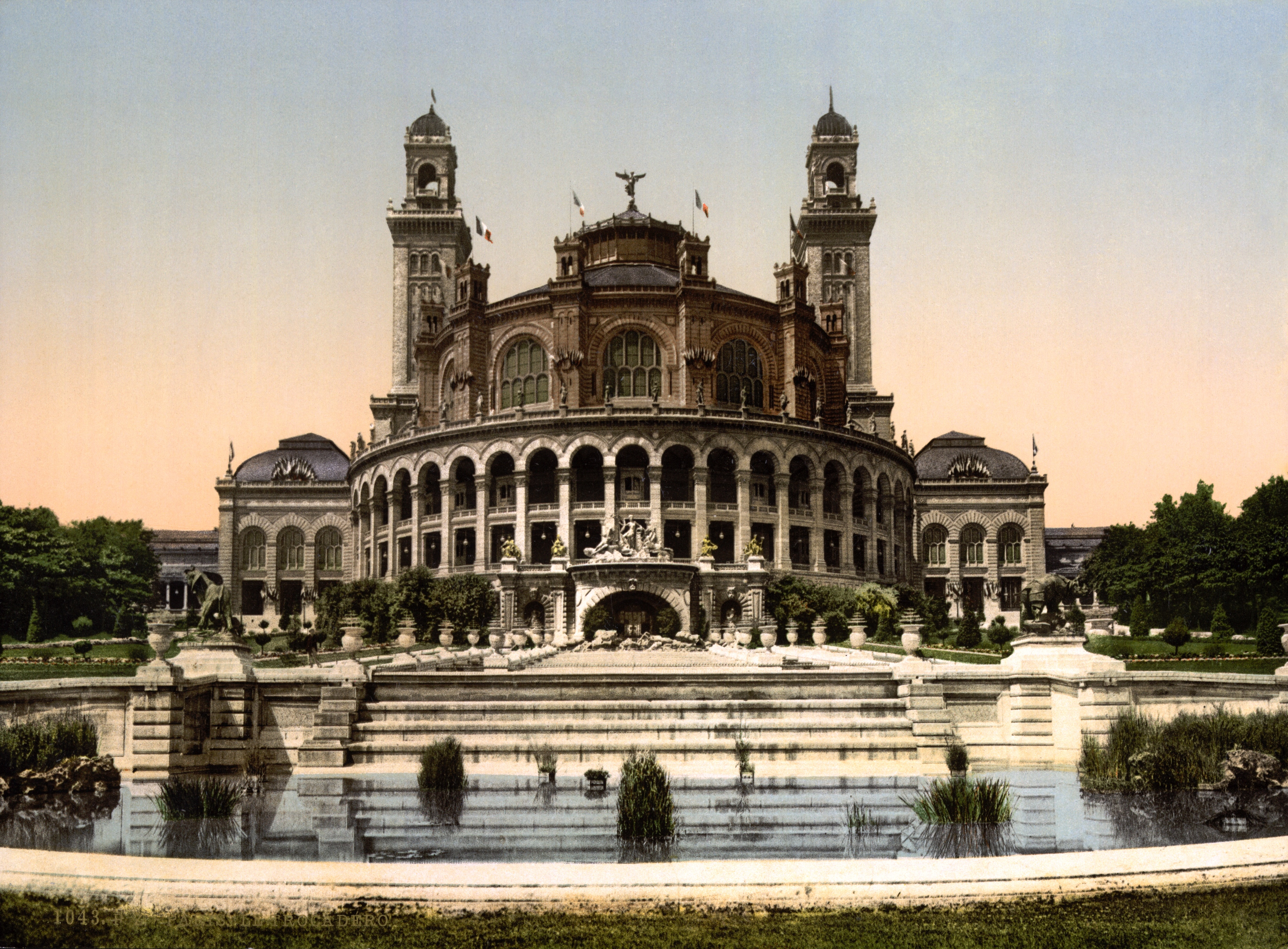
Палац Трокадеро

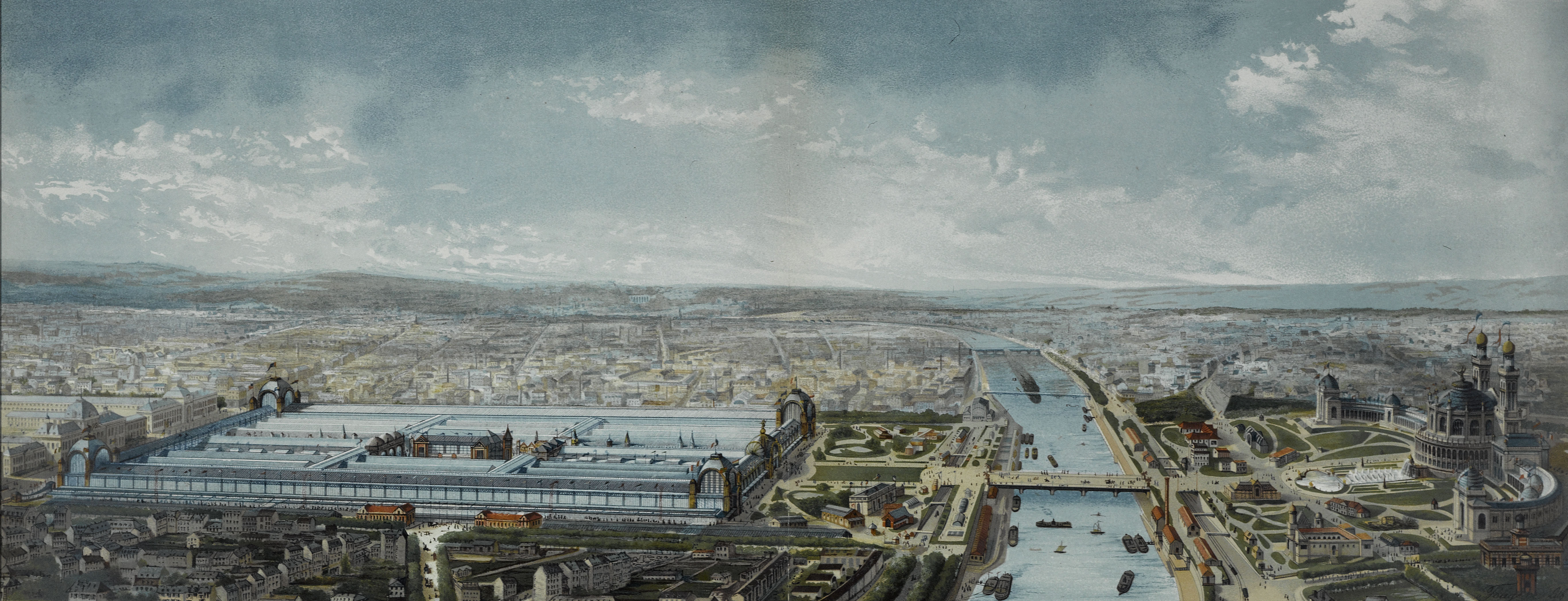
Панорама Всесвітньої виставки 1878

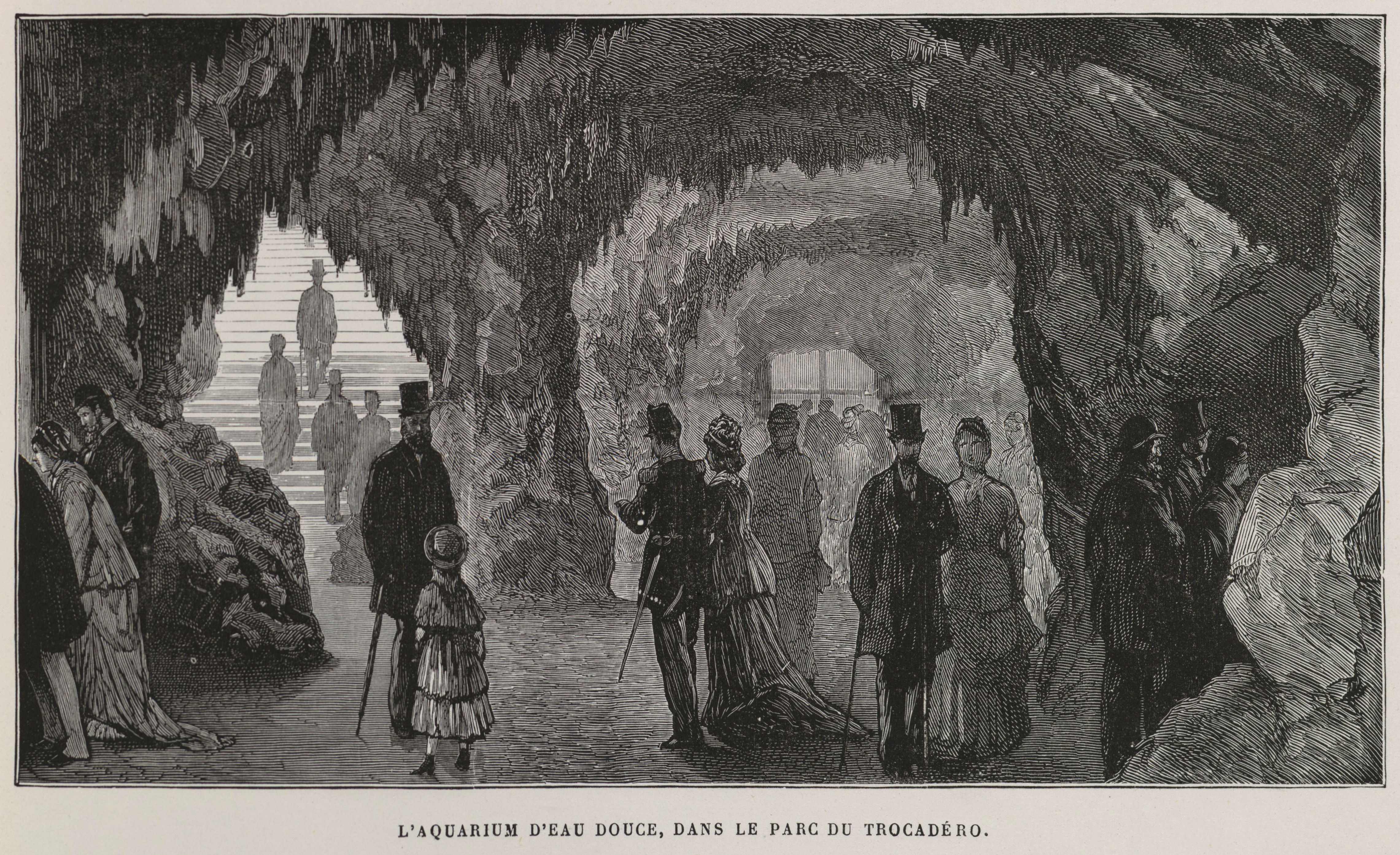
Акваріум в Трокадеро

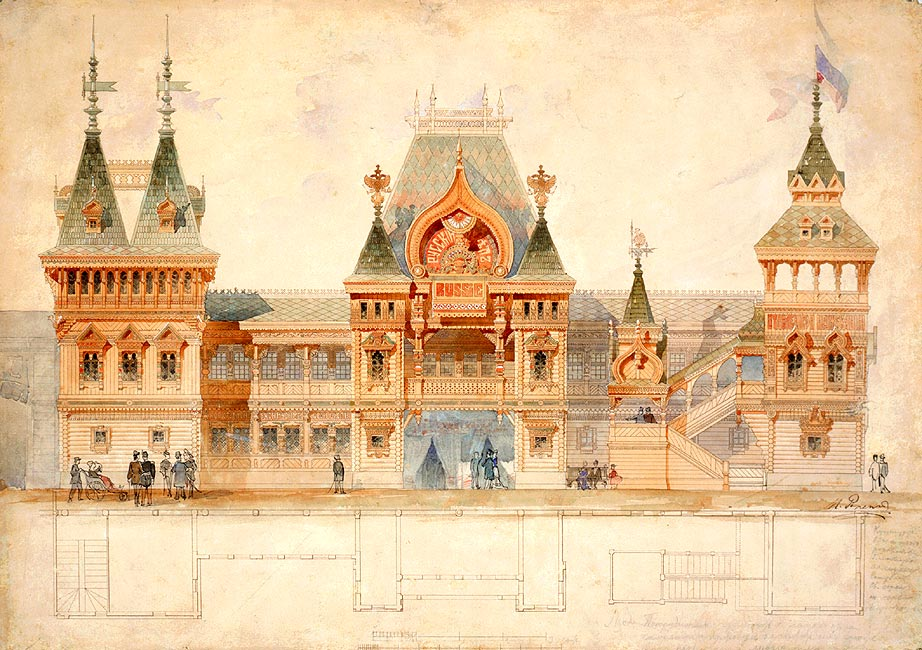
Павільйон Російської імперії був виконаний у псевдоруському стилі по проекту Івана Павловича Ропета

 Всесвітня виставка 1878 (фр. Exposition Universelle фр. вимова: [ɛkspozisjɔ̃ ynivɛʁsɛl]) — проводилася з 1 травня по 10 листопада 1878 в Парижі у спеціально побудованому для цієї мети палаці Трокадеро і була покликана відновити міжнародний престиж Франції, що істотно похитнувся після її поразки у франко-прусській війні. Німеччина від участі в цьому заході утрималася.

## Історія
Підготовка виставки затягнулася через політичні негаразди у Франції, проте завдяки напруженій роботі організаторів у місяці, що передували відкриттю, їм вдалося перевершити за розмахом всі попередні виставки та залучити не менше 13 млн відвідувачів. Приблизно половину експонатів становили французькі вироби, серед інших країн левову частку експонатів представила Британська імперія.
Серед винаходів, продемонстрованих на Всесвітній виставці, — телефон Белла, алюмінієвий моноплан дю Тампля та свіча Яблочкова. Томас Едісон популяризував у Парижі свої новітні розробки — мегафон та фонограф. Тоді ж вперше публіка побачила голову статуї Свободи (тулуб ще не було закінчено). На виставці був облаштований гігантський акваріум ємністю 1800 м³ з морськими мешканцями, в тому числі восьминогами і акулами, який розташовувався біля підніжжя «Трокадеро» в природному вапняковому кар'єрі. Кар'єр закривала скляна стіна площею 2500 кв.м. і товщиною 22 мм.
Паралельно з виставкою проходили конференції з вироблення міжнародних норм щодо авторського права (на ній головував Віктор Гюго) і щодо полегшення становища сліпих (вона призвела до поширення шрифту Брайля).

## Український аспект
В рамках літературної частини виставки представлено книгу «Український народний орнамент» підготовану Оленою Пчілкою.
Михайлом Драгомановим було зачитано доповідь «Українська література проскрибована російським урядом» та розповсюджено брошуру серед учасників конгресу. 
|  | «Я хочу ознайомити Паризький Конґрес, зі станом, у якому перебуває в Росії література українська, русинська або малоросійська, яку проскрибує, яку переслідує уряд однієї з найбільших держав світу. Напевно, членам Конгресу нелегко буде повірити в те, що в Европі проскрибовано цілу літературу, і що цей факт, яким би неймовірним він не здавався, відбувається зараз, в самісінькому ХІХ столітті!» |